# Anthony Patterson
Anthony Patterson (North Shields, 10 maggio 2000) è un calciatore inglese, portiere del Sunderland.

## Carriera
Cresciuto nel settore giovanile del Sunderland, ha esordito in prima squadra il 10 novembre 2020, nella partita di Football League Trophy persa per 2-1 contro il Fleetwood Town. Il 17 giugno 2021 firma un biennale con i Black Cats, venendo poi ceduto a titolo temporaneo al Notts County nel mese di settembre. Il prestito, inizialmente mensile, viene rinnovato fino al gennaio del 2022, quando Patterson fa definitivamente ritorno al Sunderland, con cui si impone ben presto come titolare nel ruolo. Dopo aver conquistato la promozione in Championship, il 24 giugno 2022 prolunga con i biancorossi fino al 2026. Il 22 settembre 2023 rinnova fino al 2028.

## Statistiche

### Presenze e reti nei club
Statistiche aggiornate al 23 novembre 2024.
| Stagione                  | Squadra           | Campionato        | Campionato | Campionato | Coppe nazionali | Coppe nazionali | Coppe nazionali | Coppe continentali | Coppe continentali | Coppe continentali | Altre coppe | Altre coppe | Altre coppe | Totale | Totale |
| Stagione                  | Squadra           | Comp              | Pres       | Reti       | Comp            | Pres            | Reti            | Comp               | Pres               | Reti               | Comp        | Pres        | Reti        | Pres   | Reti   |
| ------------------------- | ----------------- | ----------------- | ---------- | ---------- | --------------- | --------------- | --------------- | ------------------ | ------------------ | ------------------ | ----------- | ----------- | ----------- | ------ | ------ |
| 2020-2021                 | Sunderland        | FL1               | 0          | 0          | FACup+CdL       | 0+0             | 0               | -                  | -                  | -                  | FLT         | 2           | -3          | 2      | -3     |
| ago.-set. 2021            | Sunderland        | FL1               | 2          | -1         | FACup+CdL       | 0+2             | 0 + -3          | -                  | -                  | -                  | FLT         | 0           | 0           | 4      | -4     |
| set.-nov. 2021; gen. 2022 | Notts County      | NL                | 9          | -11        | FACup           | 4               | -3              | -                  | -                  | -                  | -           | -           | -           | 13     | -14    |
| gen.-giu. 2022            | Sunderland        | FL1               | 18+3       | -18 + -1   | FACup+CdL       | -               | -               | -                  | -                  | -                  | FLT         | 0           | 0           | 21     | -19    |
| 2022-2023                 | Sunderland        | FLC               | 46+2       | -55 + -3   | FACup+CdL       | 2+0             | -4 + 0          | -                  | -                  | -                  | -           | -           | -           | 50     | -62    |
| 2023-2024                 | Sunderland        | FLC               | 45         | -52        | FACup+CdL       | 1+0             | -3 + 0          | -                  | -                  | -                  | -           | -           | -           | 46     | -55    |
| 2024-2025                 | Sunderland        | FLC               | 12         | -10        | FACup+CdL       | -               | -               | -                  | -                  | -                  | -           | -           | -           | 12     | -10    |
| Totale Sunderland         | Totale Sunderland | Totale Sunderland | 123+5      | -136 + -4  |                 | 5               | -10             |                    | -                  | -                  |             | 2           | -3          | 135    | -153   |
| Totale carriera           | Totale carriera   | Totale carriera   | 132+5      | -147 + -4  |                 | 9               | -13             |                    | -                  | -                  |             | 2           | -3          | 148    | -167   |

## Palmarès

### Club

#### Competizioni nazionali
- English Football League Trophy: 1

Sunderland: 2020-2021